# أندي جيجير
أندي جيجير (بالإنجليزية: Andy Geiger)‏ هو مدرب تجديف أمريكي، ولد في 23 مارس 1939 في سيراكيوز في الولايات المتحدة.